# Liste der Brandkatastrophen in der Île-de-France

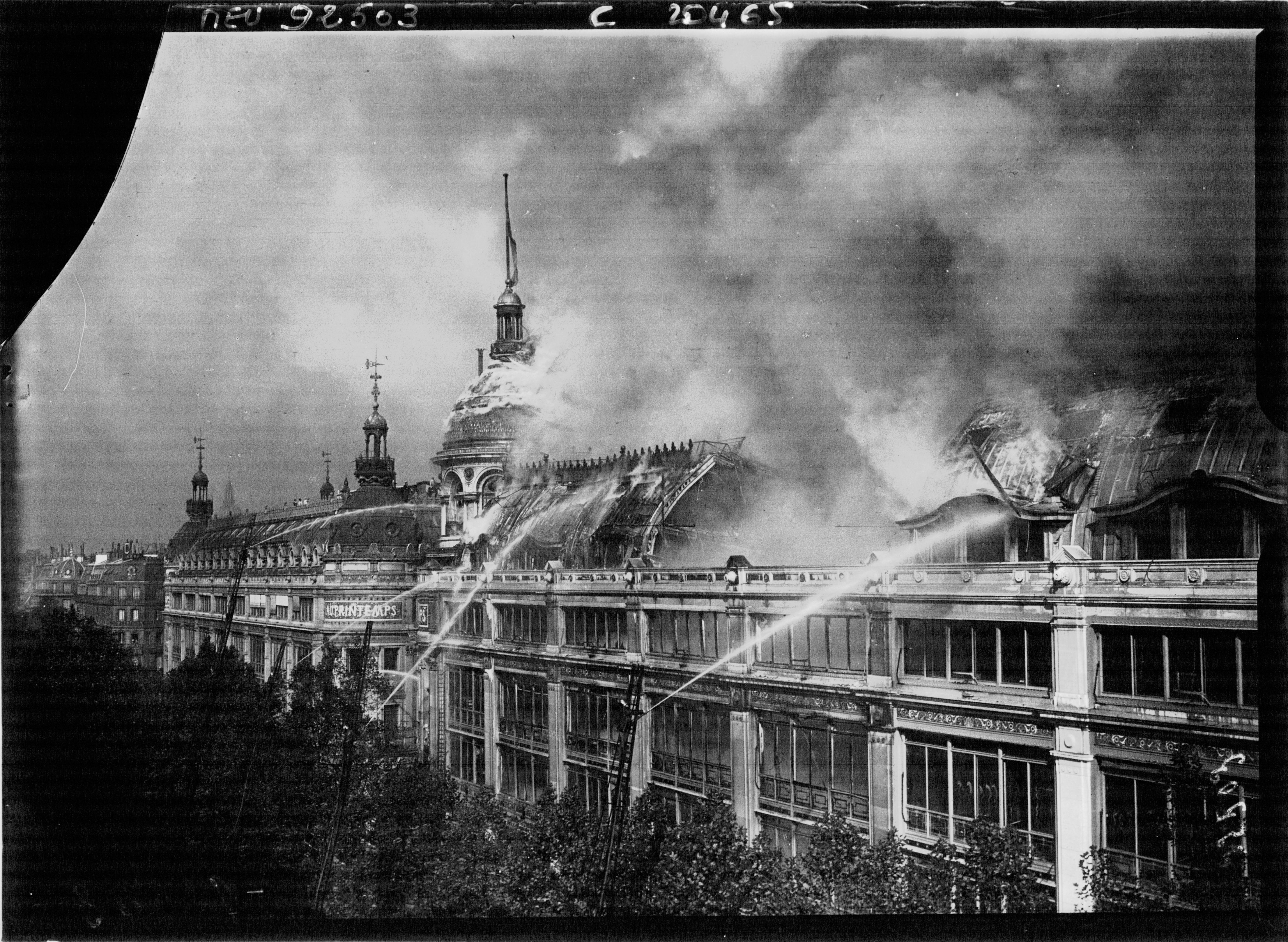
Brand des Kaufhauses Printemps, 28. September 1921

Die Liste der Brandkatastrophen in der Île-de-France listet Brände im Großraum Paris (Île-de-France) auf. In der Geschichte von Paris kam es zu mehreren verheerenden Brandkatastrophen. Aufgrund von dichter Bebauung, alter Bausubstanz, die durch die verwendeten Materialien leicht brennbar ist und modernen Brandschutzrichtlinien nicht entspricht und Überbelegung der Wohnungen durch hohe Mietpreise, kam es immer wieder zu verheerenden Brandkatastrophen mit vielen Todesopfern. Des Weiteren sind Rauchmelder erst seit dem 1. Januar 2016 gesetzlich vorgeschrieben. Im Jahr 2010 kamen alleine in Paris und der Petite Couronne bei Bränden insgesamt 54 Menschen ums Leben.

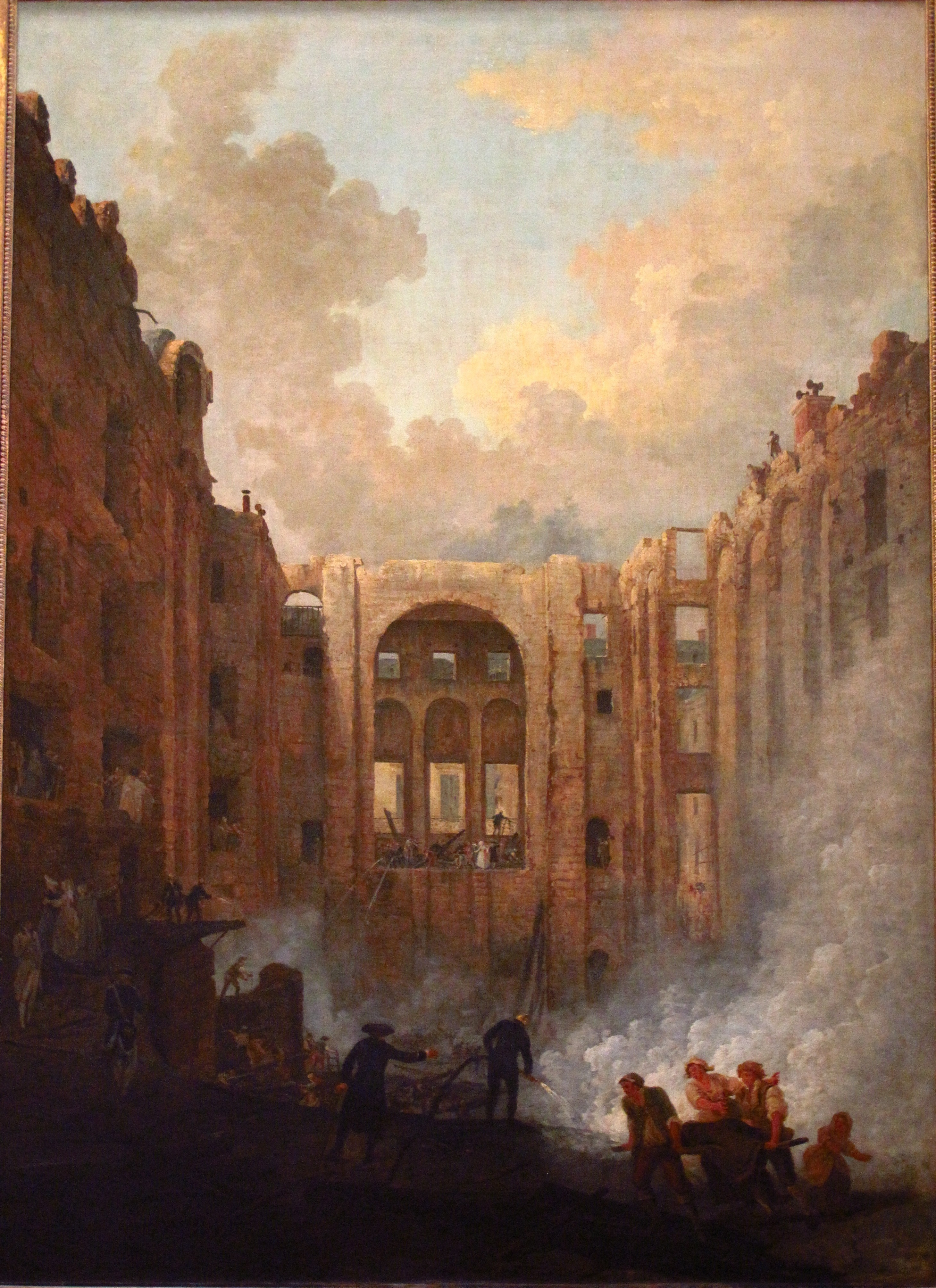
Brand der Pariser Oper 1781
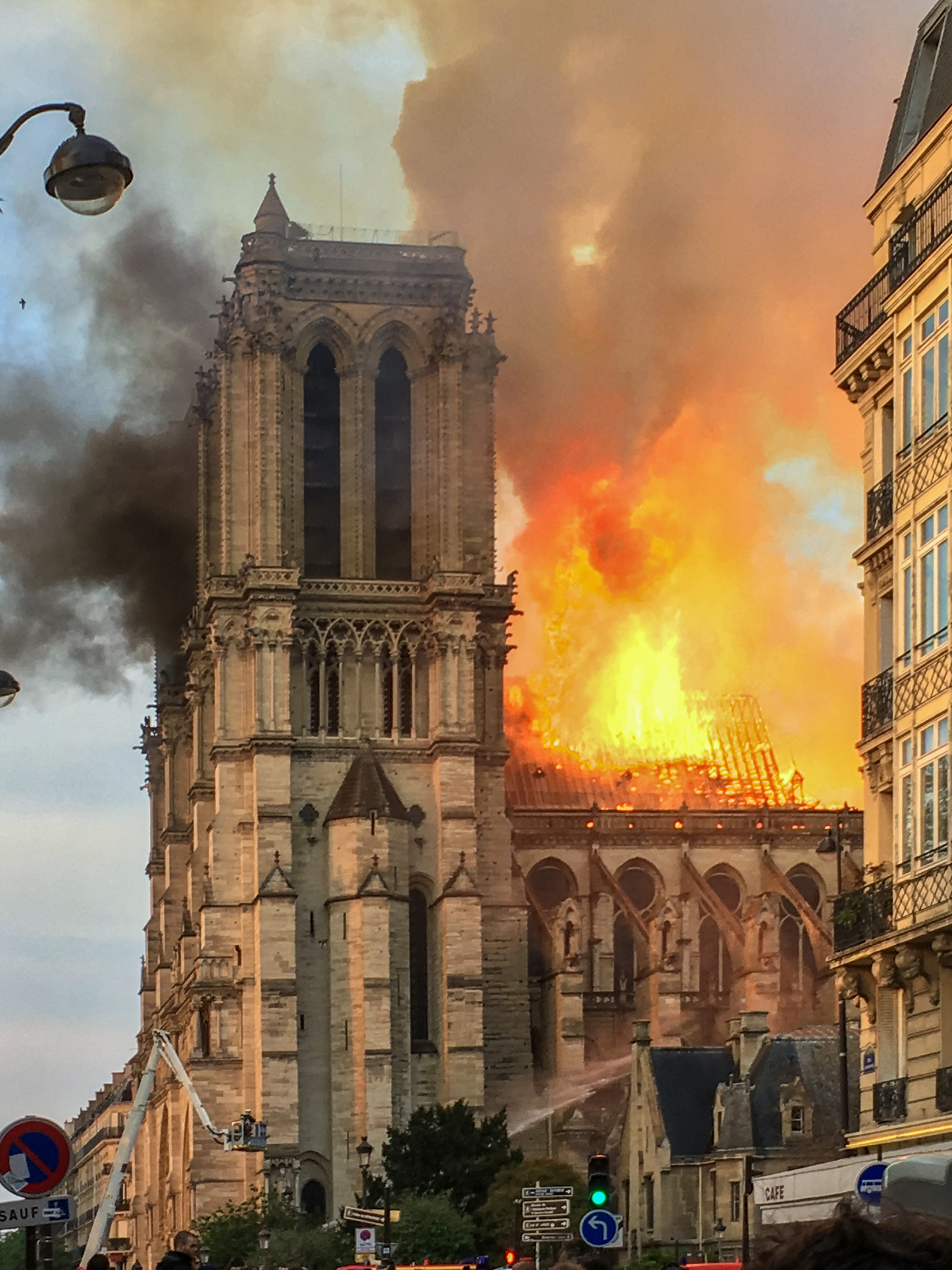
Brand von Notre-Dame de Paris, 15. April 2019

## Liste
| Ort                   | Datum                | Ereignis                                                            | Todesopfer | Bemerkungen |
| --------------------- | -------------------- | ------------------------------------------------------------------- | ---------- | --- |
| Paris                 | 28. Januar 1393      | Brandkatastrophe auf dem Bal des Ardents                            | 4          | Ein Brand auf dem Ball des Königs Karl VI. tötete vier Freunde des Königs, der danach – bereits geistesgestört – endgültig dem Wahnsinn verfiel. |
| Sceaux, Bagneux       | 1530                 | Stadtbrände von Sceaux und Bagneux                                  | unbekannt  | Beide Städte wurden teilweise zerstört |
| Paris                 | 24. Oktober 1621     | Brandkatastrophe der Brücken Pont Marchand und Pont au Change       | unbekannt  | Das in einem Haus auf der Brücke Pont Marchand ausgebrochene Feuer übertrug sich auf die Häuser der 15 m entfernten Brücke Pont au Change. Funkenflug erreichte den Tour de l'Horloge und setzte dessen Dachstuhl in Brand. Sämtliche Häuser waren, sofern nicht restlos abgebrannt, unbewohnbar, die beiden Brücken einsturzgefährdet.                                                                                      |
| Paris                 | 1718                 | Erster Brand des Hôtel-Dieu de Paris                                | unbekannt  | |
| Paris                 | 1737                 | Zweiter Brand des Hôtel-Dieu de Paris                               | unbekannt  | |
| Paris                 | 6. April 1763        | Erster Brand der Pariser Oper im Palais Royal                       | unbekannt  | Das Feuer zerstörte auch den von Richelieu erbauten Opernsaal. Nach dem Brand zog die Pariser Oper um. |
| Paris                 | 1772                 | Dritter Brand des Hôtel-Dieu de Paris                               | unbekannt  | Zerstörung der Kapelle Sainte-Agnès und des Salle du Légat. Wiederaufbau der Gebäude entlang der Seine. |
| Paris                 | 8. Juni 1781         | Zweiter Brand der Pariser Oper im Palais Royal                      | mehrere    | Brand des Opernsaals im Palais Royal. Erneuter Umzug der Pariser Oper. |
| Paris                 | 18. März 1799        | Erster Brand des Théâtre National de l’Odéon                        | 2          | |
| Paris                 | 1. Juli 1810         | Brand der Österreichischen Botschaft in Paris                       | 20–90      | Der Brand entstand während einer Feier des Österreichischen Botschafters in Frankreich, Karl Philipp zu Schwarzenberg, zu Ehren von Napoleon Bonaparte, um dessen Heirat mit Marie-Louise von Österreich zu feiern. Bei dem Feuer kam Pauline von Arenberg, die Schwägerin des Österreichischen Botschafters ums Leben. Dieser Brand war Anlass zur Gründung der Pariser Feuerwehr im Jahr 1811.                             |
| Paris                 | 20. März 1818        | Zweiter Brand des Théâtre National de l’Odéon                       | unbekannt  | |
| Paris                 | 21. Februar 1835     | Brand des Théâtre de la Gaîté                                       | 3          | |
| Paris                 | 13./14. Januar 1838  | Erster Brand der Opéra-Comique (Salle Favart)                       | 4          | Die Opéra-Comique befand sich zu dieser Zeit noch im Théâtre Royal Italien. |
| Paris                 | 11. Dezember 1867    | Brand des Théâtre de Belleville                                     | 2          | |
| Paris                 | 23./24. Mai 1871     | Brandstiftungen im Zuge der Pariser Kommune                         | unbekannt  | Brandstiftungen unter anderem an Palais des Tuileries, Hôtel de Ville, Palais Royal, Palais du Louvre, Théâtre des Tuileries, Palais de Justice, Préfecture de Police, Hôtel de Salm, Grenier de réserve und Palais d’Orsay. |
| Paris                 | 27./28. Oktober 1873 | Brand der Grand Opéra (Salle Le Peletier)                           | 1          | Nach dem Brand zog die Pariser Oper abermals um. |
| Paris                 | 9. März 1881         | Erster Brand des Kaufhauses Printemps am Boulevard Haussmann        | unbekannt  | |
| Suresnes              | 18. Dezember 1882    | Fabrikbrand                                                         | 16         | |
| Paris                 | 25. Mai 1887         | Zweiter Brand der Opéra-Comique (Salle Favart)                      | 84–131     | |
| Paris                 | 4. Mai 1897          | Brand des Bazar de la Charité                                       | 121–135    | |
| Paris                 | 8. März 1900         | Brand der Comédie-Française                                         | unbekannt  | |
| Paris                 | 10. August 1903      | Brand in der Métrostation Couronnes                                 | 84         | Bis heute tödlichster Zwischenfall in der Geschichte der Métro Paris. |
| Paris                 | 28. September 1921   | Zweiter Brand des Kaufhauses Printemps am Boulevard Haussmann       | unbekannt  | Das Kaufhaus wurde komplett zerstört und in der heutigen Form wiederaufgebaut. |
| Rueil-Malmaison       | 30. August 1947      | Brand des Kinos Le Select                                           | 87         | Bei Brandausbruch befanden sich 600 Besucher im Saal. 87 Zuschauer starben, 27 wurden schwer verletzt. Jean Le Coz, ein Weinhändler aus der Stadt, kehrte dreimal in den brennenden Saal zurück, um Menschen zu retten. Von seinem letzten Rettungsversuch kehrte er nicht zurück. Die Straße, in der sich das Kino befand, wurde ein Jahr später zu seinem Gedenken von ‘‘Rue de Marly‘‘, in ‘‘Rue Jean-Le-Coz‘‘ umbenannt. |
| Paris                 | 17. Mai 1958         | Brand nach Gasexplosion in der Rue d’Oslo                           | 17         | |
| Colombes              | 18. Januar 1960      | Wohnhausbrand                                                       | 6          | |
| Nanterre              | 24. März 1966        | Wohnhausbrand                                                       | 3          | Alle drei Opfer waren Kinder. |
| Sarcelles             | 13. März 1971        | Krankenhausbrand                                                    | 5          | Alle fünf Opfer waren Neugeborene. |
| Argenteuil            | 21. Dezember 1971    | Wohnhochhausbrand nach Gasexplosion                                 | 21         | Das Feuer ist auf eine Gasexplosion zurückzuführen. 128 Verletzte. |
| Ris-Orangis           | 18. August 1972      | Brand eines Altenheimes                                             | 12         | |
| Paris                 | 6. Februar 1973      | Brand des Collège Édouard-Pailleron                                 | 20         | Bei dem Schulbrand starben 20 Menschen, 16 davon Kinder. |
| Paris                 | 29. März 1974        | Wohnhausbrand in der Rue de la Chaussée-d'Antin                     | 6          | Das Feuer ist vermutlich auf Brandstiftung zurückzuführen. |
| Paris                 | 8. Juli 1974         | Wohnhausbrand nach Gasexplosion in der Rue d'Orsel                  | 5          | Das Feuer ist auf eine Gasexplosion zurückzuführen. |
| Paris                 | 2. Juni 1976         | Wohnhausbrand nach Gasexplosion                                     | 4          | Das Feuer ist auf eine mutwillige Gasexplosion zurückzuführen. |
| Paris                 | 11. August 1976      | Brand des Hotel d'Amérique in der Rue Rochechouart                  | 13         | |
| Paris                 | 16. November 1977    | Wohnhausbrand                                                       | 5          | |
| Paris                 | 17. Februar 1978     | Brände nach Gasexplosion in der Rue Raynouard                       | 13         | Bei der Gasexplosion wurden drei Wohnhäuser zerstört. |
| Paris                 | 10. Juli 1979        | Wohnhausbrand am Boulevard d'Ornano                                 | 6          | Das Feuer ist auf Brandstiftung zurückzuführen. |
| Paris                 | 16. Juli 1981        | Wohnhausbrand in der Rue des Abbesses                               | 6          | |
| Paris                 | 21. September 1985   | Wohnhausbrand am Boulevard Poniatowski                              | 3          | |
| Paris                 | 1. Oktober 1985      | Wohnhausbrand in der Rue Labat                                      | 9          | |
| Paris                 | 6. Juli 1986         | Wohnhausbrand in der Rue de Cléry                                   | 5          | |
| Paris                 | 3. September 1986    | Wohnhausbrand in der Avenue Gambetta                                | 7          | Das Feuer ist auf Brandstiftung zurückzuführen. |
| Paris                 | 27. November 1986    | Wohnhausbrand in der Rue de Tlemcen                                 | 8          | Das Feuer ist auf Brandstiftung zurückzuführen. |
| Paris                 | 8. Januar 1987       | Wohnhausbrand in der Rue Coustou                                    | 3          | |
| Paris                 | 27. Mai 1987         | Wohnhausbrand in der Rue Ramponeau                                  | 3          | |
| Paris                 | 28. Februar 1988     | Wohnhausbrand in der Rue de Reuilly                                 | 6          | |
| Paris                 | 16. Juli 1988        | Hotelbrand in der Rue d'Hauteville                                  | 5          | |
| Paris                 | 22./23. Oktober 1988 | Brandanschlag auf das Kino Espace Saint-Michel                      | 0          | Hoher Sachschaden. Der Brandanschlag einer fundamentalistischen katholischen Gruppe galt als Protest gegen den Film Die letzte Versuchung Christi. |
| Soisy-sur-École       | 21. Februar 1990     | Brand eines Altenheimes                                             | 3          | |
| Paris                 | 9. Juni 1990         | Wohnhausbrand in der Rue Rochechouart                               | 6          | |
| Massy                 | 4. Oktober 1990      | Brand nach Gasexplosion                                             | 7          | |
| Paris                 | 13. November 1990    | Wohnhausbrand in der Rue Léopold-Bellan                             | 6          | |
| Paris                 | 10. Juli 1992        | Hotelbrand in der Rue Moret                                         | 7          | |
| Suresnes              | 25. Dezember 1992    | Wohnungsbrand                                                       | 6          | |
| Créteil               | 8. Dezember 1993     | Wohnhausbrand                                                       | 7          | |
| Paris                 | 13. August 1994      | Brand des Krankenhauses Sainte-Perrine in der Rue Chardon-Lagache   | 4          | |
| Paris                 | 23. April 1995       | Brand eines Geschäftes in der Rue de la Tourtille                   | 3          | |
| Paris                 | 6. April 1996        | Brand einer Schneiderei in der Rue du Faubourg Saint-Martin         | 5          | |
| Paris                 | 5. Mai 1996          | Brand des Zentralsitzes von Crédit Lyonnais                         | 0          | Enormer Sachschaden. Der Brand wurde durch Brandstiftung verursacht. |
| Paris                 | 1. Oktober 1997      | Wohnhausbrand in der Rue Boulay                                     | 4          | |
| Paris                 | 27. Januar 1998      | Wohnhausbrand am Boulevard de la Chapelle                           | 4          | |
| Paris                 | 22. Februar 1998     | Wohnhausbrand in der Rue Saint-Maur                                 | 3          | |
| Paris                 | 22. Februar 1998     | Wohnhausbrand in der Rue Richer                                     | 7          | |
| Livry-Gargan          | 7. Dezember 1998     | Brand eines Altenheimes                                             | 14         | |
| Paris                 | 7. Dezember 1998     | Wohnhausbrand in der Rue Rodier                                     | 4          | |
| Saint-Denis           | 2. Februar 2001      | Wohnhausbrand                                                       | 7          | |
| Paris                 | 17. Dezember 2001    | Hotelbrand am Quai de Seine                                         | 4          | Der Brand wurde durch Brandstiftung verursacht. |
| Neuilly-sur-Seine     | 14. September 2002   | Wohnhausbrand                                                       | 5          | Alle Opfer sind Feuerwehrleute, die durch eine Explosion in Folge des Feuers ums Leben kamen. |
| Torcy                 | 15. April 2003       | Wohnhausbrand                                                       | 3          | |
| Ris-Orangis           | 7. August 2004       | Wohnungsbrand                                                       | 3          | |
| Fontenay-le-Fleury    | 6. November 2004     | Wohnhausbrand                                                       | 3          | |
| Bagnolet              | 1. Dezember 2004     | Wohnhausbrand                                                       | 3          | |
| Paris                 | 15. April 2005       | Brand des Hôtel Paris-Opéra                                         | 24         | Bei dem Brand kamen 24 Menschen ums Leben, 11 davon waren Kinder. Schlimmste Brandkatastrophe in Paris seit der Befreiung von Paris. |
| Paris                 | 6. August 2005       | Brand in der Métrostation Simplon                                   | 0          | 19 Personen erleiden eine leichte Rauchvergiftung. |
| Paris                 | 26. August 2005      | Wohnhausbrand am Boulevard Vincent-Auriol                           | 17         | Bei dem Brand kamen 17 Menschen ums Leben, 14 davon Kinder. |
| Paris                 | 29. August 2005      | Wohnhausbrand in der Rue du Roi-Doré                                | 7          | Bei dem Brand kamen 7 Menschen ums Leben, 4 davon waren Kinder. |
| L’Haÿ-les-Roses       | 4. September 2005    | Wohnhochhausbrand von L’Haÿ-les-Roses                               | 18         | Das Feuer ist auf Brandstiftung zurückzuführen. |
| Montereau-Fault-Yonne | 23. September 2006   | Wohnungsbrand                                                       | 3          | |
| Vitry-sur-Seine       | 25. April 2007       | Wohnhausbrand                                                       | 4          | |
| Paris                 | 29. Juli 2007        | Brand eines Zuges zwischen den Métrostationen Invalides und Varenne | 0          | 35 Personen erleiden eine Rauchvergiftung. |
| Rueil-Malmaison       | 15. Oktober 2007     | Wohnungsbrand                                                       | 3          | |
| Paris                 | 8. November 2007     | Wohnhausbrand in der Passage Brady                                  | 5          | |
| Puteaux               | 1. Januar 2008       | Schiffsbrand auf der Seine                                          | 3          | |
| Le Kremlin-Bicêtre    | 15. März 2008        | Wohnungsbrand                                                       | 3          | |
| Pantin                | 17. Dezember 2008    | Wohnhausbrand                                                       | 5          | |
| Asnières-sur-Seine    | 30. Juni 2009        | Wohnhausbrand                                                       | 6          | |
| Mantes-la-Jolie       | 21. Juli 2009        | Wohnhausbrand                                                       | 4          | |
| Sevran                | 10. August 2009      | Wohnhausbrand                                                       | 5          | |
| Voulangis             | 18. Mai 2010         | Wohnhausbrand                                                       | 3          | |
| Paris                 | 22. März 2011        | Brand des Ball- und Konzertsaals Élysée Montmartre                  | 0          | Sehr hoher Sachschaden. Am 15. September 2016 nach umfangreichen Renovierungsarbeiten wiedereröffnet. |
| Paris                 | 14. April 2011       | Wohnhausbrand am Boulevard Ménilmontant                             | 5          | Der Brand wurde durch Brandstiftung verursacht. |
| Pantin                | 28. September 2011   | Wohnhausbrand                                                       | 6          | |
| Paris                 | 2. November 2011     | Brandanschlag auf Charlie Hebdo                                     | 0          | Hoher Sachschaden bei Anschlag auf die Redaktionsräume des Satiremagazins Charlie Hebdo. |
| Paris                 | 8. März 2012         | Großbrand des Parkhauses unter der Place Vendôme                    | 0          | Hoher Sachschaden. 1 Verletzter. |
| Saint-Denis           | 9. September 2012    | Wohnhausbrand                                                       | 3          | |
| Gennevilliers         | 2. Januar 2013       | Wohnungsbrand                                                       | 5          | |
| Aubervilliers         | 30. März 2013        | Wohnhausbrand                                                       | 3          | Das Feuer ist auf Brandstiftung zurückzuführen. |
| Paris                 | 9./10. Juli 2013     | Brand des Hôtel Lambert                                             | 0          | Der Brand brach bei Renovierungsarbeiten aus. |
| Sevran                | 10. Januar 2014      | Wohnungsbrand                                                       | 3          | |
| Aubervilliers         | 7. Juni 2014         | Wohnhausbrand                                                       | 3          | Das Feuer ist auf Brandstiftung zurückzuführen. Im gleichen Gebäude starben bereits am 30. März 2013 drei Menschen bei einem durch Brandstiftung ausgelösten Feuer. |
| Paris                 | 2. September 2015    | Wohnhausbrand in der Rue Myrha                                      | 8          | Das Feuer ist auf Brandstiftung zurückzuführen. |
| Paris                 | 19. Januar 2016      | Brand des Hôtel Ritz                                                | 0          | Der Brand brach bei Renovierungsarbeiten aus. |
| Saint-Denis           | 6. Juni 2016         | Wohnhausbrand                                                       | 5          | Das Feuer ist auf Brandstiftung zurückzuführen. |
| Fontenay-sous-Bois    | 31. Dezember 2016    | Wohnungsbrand                                                       | 3          | |
| Aubervilliers         | 26. Juli 2018        | Wohnhochhausbrand                                                   | 4          | |
| Bobigny               | 27. Dezember 2018    | Wohnhausbrand                                                       | 5          | |
| Paris                 | 12. Januar 2019      | Brand nach Gasexplosion in der Rue de Trévise                       | 4          | |
| Paris                 | 5. Februar 2019      | Wohnhausbrand in der Rue Erlanger                                   | 10         | Das Feuer ist auf Brandstiftung zurückzuführen. |
| Paris                 | 15. April 2019       | Brand von Notre-Dame de Paris                                       | 0          | Der Brand brach bei Renovierungsarbeiten aus, wobei die Kathedrale Notre-Dame de Paris stark beschädigt wurde. Es brannte der Dachstuhl aus und der Vierungsturm stürzte ein. Bei dem Brand entstand ein enormer Sachschaden. |
| Paris                 | 22. Juni 2019        | Wohnhausbrand in der Rue de Nemours                                 | 3          | |
| Ivry-sur-Seine        | 24. November 2019    | Wohnungsbrand                                                       | 3          | |
| Nogent-sur-Marne      | 15. August 2021      | Wohnungsbrand                                                       | 3          | |
| Vitry-sur-Seine       | 1. Mai 2022          | Wohnhausbrand                                                       | 3          | |
| Rambouillet           | 18. Januar 2023      | Wohnungsbrand                                                       | 3          | Das Feuer ist auf Brandstiftung zurückzuführen. |
| Paris                 | 21. Juni 2023        | Brand nach Gasexplosion in der Rue Saint-Jacques                    | 3          | |
| L’Île-Saint-Denis     | 19. August 2023      | Wohnhochhausbrand                                                   | 3          | 19 Verletzte. |
| Stains                | 25. November 2023    | Wohnhausbrand                                                       | 3          | |
| Paris                 | 7. April 2024        | Wohnhausbrand in der Rue de Charonne                                | 3          | |
| Paris                 | 30. April 2024       | Wohnhausbrand am Boulevard des Italiens                             | 3          | |
| Bouffémont            | 1. Februar 2025      | Brand eines Altenheimes                                             | 3          | 9 Verletzte. |